# سانت مارتی سارکا
سانت مارتی سارکا (به اسپانیایی: Sant Martí Sarroca) یک شهرستان در اسپانیا است که در استان بارسلون واقع شده‌است.

## خصوصیات
سانت مارتی سارکا ۳۵٫۲۷ کیلومترمربع مساحت و ۳٬۱۴۲ نفر جمعیت دارد و ۲۹۱ متر بالاتر از سطح دریا واقع شده‌است.